# 哈薩克斯坦中央音樂廳
哈薩克斯坦中央音樂廳（拉丁字母：Qazaqstan Ortalyq kontsert zaly）是一座位於哈薩克斯坦首都努爾蘇丹的國家級中央音樂廳和藝術表演場地，在2009年12月15日（該國獨立18週年紀念日）正式啟用，總共擁有4100個座位。這座建築物由意大利建築師曼夫雷迪·尼科萊蒂設計，並由瑞士建築商Mabetex建造，總耗資1億2000萬歐元。